# 미야케 마리에
미야케 마리에(일본어: 三宅 麻理恵 みやけ まりえ[*], 1985년 6월 7일 ~ )는 일본의 여성 성우. 프로 피트 소속. 오사카부 출신.

## 이력
- 2004년, 19살일 당시 TVA <플라네테스>에 감동해 성우가 되겠다고 결심한다. 도쿄의 대학에 합격하면서 이를 계기로 프로 핏 성우 양성소에 들어간다.
- 2007년, <학원 유토피아 마나비 스트레이트>로 데뷔한다.
- 2011년, <돌아가는 핑드럼>에서 처음으로 주연 역할에 배정된다.